# Steinpaar von Laggangarn

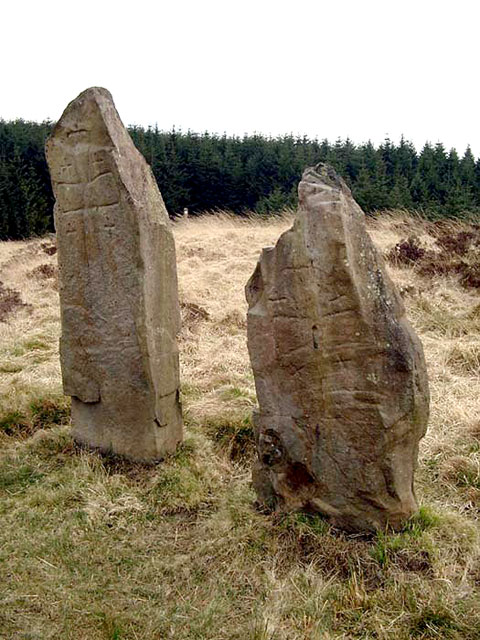
Steinpaar von Laggangarn

Das Steinpaar von Laggangarn (auch Laggangairn) steht nördlich des Weilers Laggangarn, westlich des Tarf Water, östlich von Glenwhilly und Stranraer in Dumfries and Galloway in Schottland.
Im 10. Jahrhundert markierten Pilger auf dem Weg zur Saint Ninian’s Cave die Steine auf der Westseite mit 60 bzw. 90 cm hohen Kreuzen.
Die Steine aus grauem Silur-Sandstein werden traditionell als Überlebende einer Gruppe von 14 Steinen angesehen, von denen sich sieben noch 1873 in situ befanden. Sie stehen im Abstand von etwa 60 cm, wobei der nördliche über 1,8 m hoch, über 60 cm breit und etwa 0,3 m dick ist. Der andere ist spitz (wahrscheinlich abgebrochen), über 1,5 m hoch, über 60 cm breit und etwa 0,2 m dick. Eine kleine quadratische Säule im Osten soll das Grab des Bauern markieren, der einige der Steine entfernt hat.
G. Wilson berichtet, dass zwei der Steine, einer davon mit Kreuzmarkierung, als Torpfosten bei Pultadie, zwei ähnlich bei Kilgallioch und drei als Stürze bei Laggangarn benutzt wurden.
Die Bodeninspektion des Jahres 1873 legte laut Wilson nahe, dass es zwei Steinkreise gegeben hat, wobei die restlichen Steine die westlichsten waren.